# Fuse (rete televisiva)
Fuse (precedentemente MuchMusic USA o Fuse TV) è un network televisivo statunitense. Creato nel 1994 da Cablevision e CHUM Limited, è attualmente controllato dal The Madison Square Garden Company.